# Národní parlamentní knihovna Japonska
Národní parlamentní knihovna Japonska (japonsky 国立国会図書館, Kokuricu kokkai tošokan) je jediná národní knihovna v Japonsku. Vznikla zákonem v roce 1948 při japonském parlamentu (Kokkai), po vzoru americké Library of Congress. Vznikla na základě tří starších knihoven, dvou knihoven při horní a dolní komoře parlamentu a Imperiální knihovny, jež byla založena ministerstvem školství roku 1872. U vzniku knihovny v roce 1948 stál politik Tokudžiró Kanamori a filozof Masakazu Nakai. Národní parlamentní knihovna má dvě hlavní sídla, v Tokiu (ve čtvrti Nagatačó, sídlo otevřeno 1961) a v Kjóto (Kansai-kan). V tokijské čtvrti Ueno je shromážděna sbírka literatury pro děti. Nejvzácnější součástí sbírek je 6000 dokumentů ze šógunátu Tokugawa, 8000 lékařských rukopisů z období Edo, či čínské texty z období dynastie Čching.